# アウフゼス
アウフゼス (ドイツ語: Aufseß) は、ドイツ連邦共和国バイエルン州オーバーフランケン行政管区のバイロイト郡に属す町村（以下、本項では便宜上「町」と記述する）で、ホルフェルト行政共同体を形成する。この村は、古城街道およびフランケン・ビール街道に面したフレンキシェ・シュヴァイツに位置している。

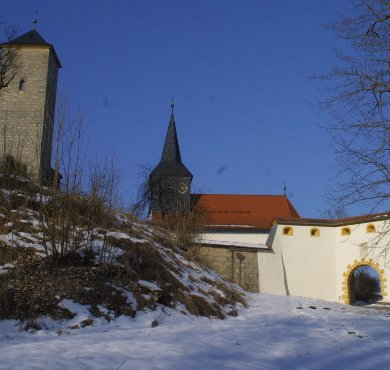

## 歴史
アウフゼスの領主は1079年に文献上初めて言及されている。ウンターアウフゼスおよびオーバーアウフゼスの城はともに、現在アウフゼス男爵家の住居となっている。アウフゼス男爵家の領主権は、1806年に陪臣格に格下げられ、ライン同盟によってバイエルン王国に属することになった。バイエルン王国の行政改革の時代、1818年の自治体令により、現在の自治体となった。
最もよく知られたアウフゼス家の代表的な人物は、ニュルンベルクのゲルマン国立博物館の創始者であるハンス・フォン・アウスゼスである。
詩人ヨーゼフ・フィクトル・シェッフェルは、連作詩集「Exodus cantorum」の中の「Rose auf blauem Schilde」で、アウフゼスの村を描いている。

## 地理

### 自治体の構成
この町は、公式には10の地区 (Ort) からなる。このうち小集落や孤立農場などを除く集落を以下に列記する。
- アウフゼス
- ヘッケンホーフ
- ホッホシュタール
- フンツホーフ
- ノイハウス
- ザクセンドルフ
- ツォーヒェンロイト

## 特産品

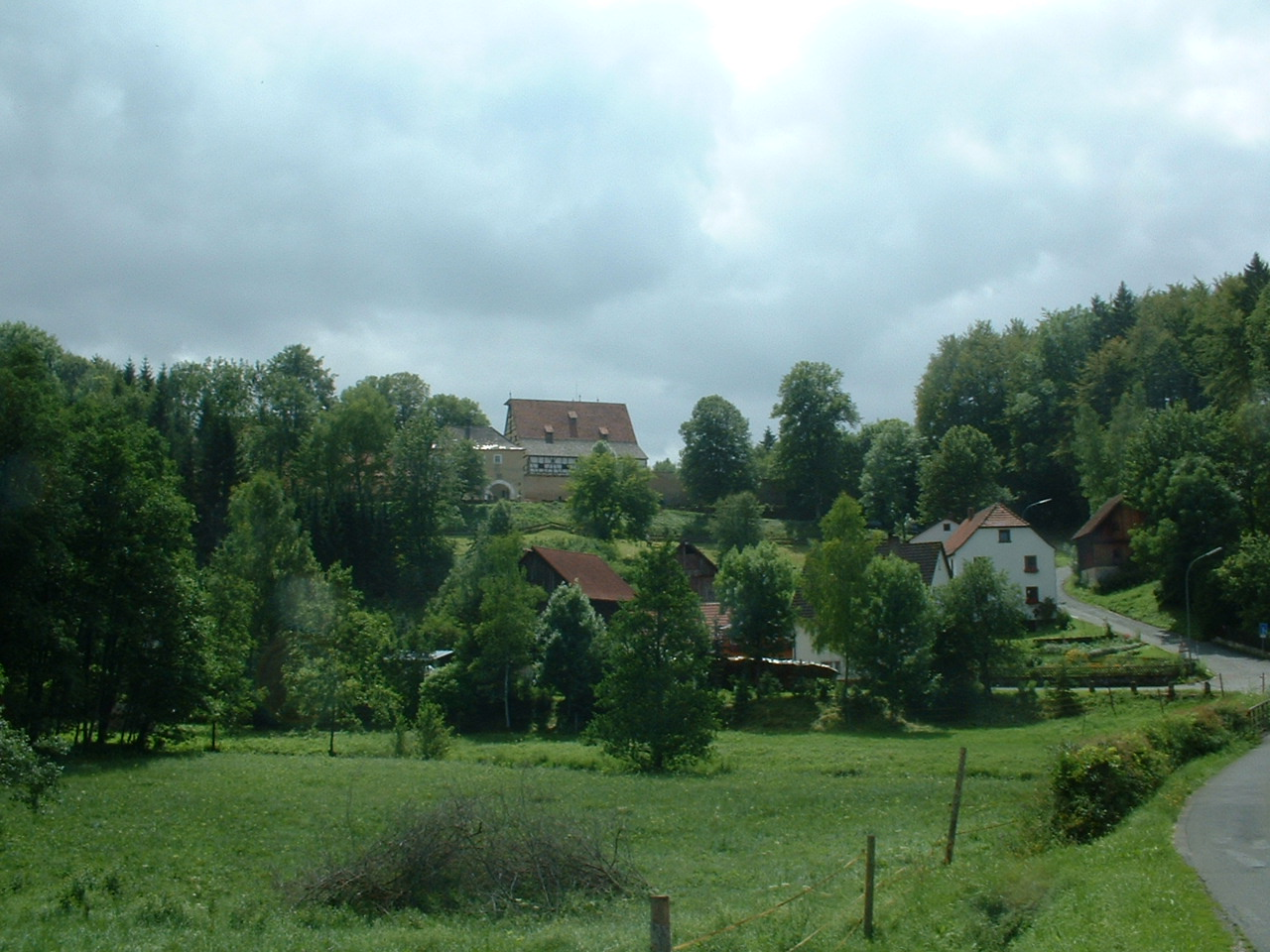
アウフゼスの村

アウフゼスは、ビール醸造所密度が最も高い村と認定され、2001年のギネスブックに掲載された。1,500人ほどの人口に対して、4つのビール醸造所がある。
- ライヒョルト醸造所、ホッホシュタール地区
- ローテンバッハ醸造所、アウフゼス地区
- シュタットラー醸造所、ザクセンドルフ地区
- カチ＝ブロイ、ヘッケンホーフ地区

別名「世界記録の醸造所」は、全長約16kmの「醸造所通り」で結ばれている。この通りは、4つの醸造所に沿って景観の美しい場所を通り、休憩所も用意されている。4つの醸造所すべてで黒の強い地ビールを試飲して、最後の醸造所で申請をすれば、「世界記録の醸造所によるフランケンの名誉ビール飲み」の称号がもらえる。

## 引用
1. ↑  https://www.statistikdaten.bayern.de/genesis/online?operation=result&code=12411-003r&leerzeilen=false&language=de Genesis-Online-Datenbank des Bayerischen Landesamtes für Statistik Tabelle 12411-003r Fortschreibung des Bevölkerungsstandes: Gemeinden, Stichtag (Einwohnerzahlen auf Grundlage des Zensus 2011)
2. ↑  Bayerische Landesbibliothek Online